# Чезаре Робальдо
Чезаре Робальдо (24 травня 1896 року — 31 травня 1977 року в Римі) — італійський пауліст, співзасновник (з о. Доменіко Равіна) польської провінції Товариства Святого Павла. 

## Біографія
Народився 24 травня 1896 року в Горценьйо. У 1914 році в семінарії в Альбі пройшов обряд облачення. Через рік його відправили на фронт під час Першої світової війни, звідки повернувся в 1920 році. 12 липня 1920 року приєднався до Товариства Святого Павла, 5 жовтня 1921 р. склав монаші обіти, а 29 червня 1923 р. був висвячений на священика. На прохання о. Якова Альберіоне 14 листопада 1934 року разом з о. Доменіко Равіна приїхав до Польщі з місією створення польської провінції Товариства Святого Павла. Помер 31 травня 1977 року в Римі.